# باند ۳۴
باند ۳۴ (به انگلیسی: Runway 34) فیلمی هندی محصول سال ۲۰۲۲ و به کارگردانی اجی دیوگن است. در این فیلم بازیگرانی همچون اجی دیوگن، آمیتاب باچان، راکول پریت سینگ، بومان ایرانی، انگیرا دار و آکانکشا سینگ ایفای نقش کرده‌اند.